# Leptotarsus (Longurio) perglabratus
Leptotarsus (Longurio) perglabratus is een tweevleugelige uit de familie langpootmuggen (Tipulidae). De soort komt voor in het Neotropisch gebied.